# Athénée d'Attalie
Pour les articles homonymes, voir Athénée.
Athénée d'Attalie ( grec ancien : Ἀθήναιος   ) (Ier siècle) est un médecin gréco-romain fondateur de l'école de médecine pneumatique.

## Biographie
Il est né en Cilicie, à Attalie selon Galien ou à Tarse selon Caelius Aurelianus. Sa datation fait débat : il est communément situé au Ier siècle, mais il a été proposé à partir d'une version arabe d'un texte de Galien  qu'il soit un élève direct du stoïcien Posidonios ce qui le placerait au Ier siècle av. J.-C.,.
Il pratique à Rome avec succès et s'entoure de disciples dont Théodore , Agathinos de Sparte (en) et Magnus d'Éphèse.

## Doctrine
Les enseignements d'Athénée nous sont partiellement parvenus par Galien et des extraits chez Oribase. Son œuvre la plus importante, Sur les moyens de traitement (Περὶ βοηθημάτων) avec au moins 30 livres, a été saluée par Galien comme le meilleur texte médical général de l'époque. Athénée recommandait l'étude de la médecine à tous les peuples non seulement pour son utilité pratique mais aussi pour son intérêt intellectuel égalant celui de la philosophie.
Sa pensée est un mélange de médecine hellénistique dogmatique ou hippocratique et de stoïcisme, le renvoi aux stoïciens venant cependant de sources secondes.
Athénée suppose un cosmos matériel régi par l'interaction non pas des atomes comme chez Asclépiade ou des quatre éléments classiques (feu, eau, air, terre) mais des qualités actives élémentaires du chaud et du froid, et des qualités passives de l'humide et du sec, maintenue dans un équilibre par un cinquième élément, le pneuma. C'est ce rôle important du pneuma, qu'on retrouve chez les stoïciens, qui donnera le nom à son école.
Le pneuma apparaît chez lui sous deux formes : une forme circulant dans les artères, alimenté par les poumons, chauffée au niveau du cœur, et une forme plus structurelle en faisant un principe de vie et de croissance insufflé à la matière.
Au niveau diagnostic, la prise de pouls permet la mesure de la qualité du pneuma. Au niveau thérapeutique, il s'agit d'intervenir sur le pneuma pour éviter la dyskrasia, le déséquilibre cause des maladies. Pour cela, une grande attention est portée à l'hygiène de vie dans une relation entre le microcosme et le macrocosme, entre le corps et son environnement (alimentation, saison, climat...).
Il distingue trois types formels de causes : l'élément déclencheur externe (cause antécédente), l'état interne (cause cohésive ou contenante) et éventuellement une cause intermédiaire (cause précédente). Par exemple, la chaleur du soleil (cause antécédente) peut produire directement un déséquilibre (cause cohésive) au point de provoquer une maladie ou simplement changer les humeurs du corps (cause précédente), changement qui sera secondairement cause de maladie,.

#### Textes chez Galien et Pseudo-Galien
- Mentions d'Athénée dans l'édition Kühn des œuvres complètes de Galien :
  - (la) Galien, « De elementis ex Hippocrate – Liber 1 », dans C. G. Kühn, Galeni opera omnia, vol. 1, 1821 (lire en ligne), p. 457
  - (la) Galien, « De symptomatum causis liber II », dans C. G. Kühn, Galeni opera omnia, vol. 7, 1824 (lire en ligne), p. 165
  - (la) Galien, « De tremore, palpitatione, convulsione et rigore liber », dans C. G. Kühn, Galeni opera omnia, vol. 7, 1824 (lire en ligne), p. 609
  - (la) Galien, « De differentia pulsuum liber IV », dans C. G. Kühn, Galeni opera omnia, vol. 8, 1824 (lire en ligne), p. 749
  - (la) Galien, « De dignoscendis pulsibus liber I », dans C. G. Kühn, Galeni opera omnia, vol. 8, 1824 (lire en ligne), p. 787
  - (la) Galien, « Galeni definitiones medicae », dans C. G. Kühn, Galeni opera omnia, vol. 19, 1830 (lire en ligne), p. 347
  - (la) Galien, « Galeni definitiones medicae », dans C. G. Kühn, Galeni opera omnia, vol. 19, 1830 (lire en ligne), p. 356
- (en) Malcom Lyons (trad. de l'arabe), « De causis contentivis », dans De partibus artis medicativae, De causis contentivis, De diaeta in morbis acutis secundum Hippocratem, Akademie-Verlag Berlin, 1969 (lire en ligne), p. 54
- Claude Galien (trad. Caroline Petit), Le médecin – Introduction [« Introductio sive medicus »], t. 3, Les Belles Lettres, coll. « Galien. Œuvres », 2009 (ISBN 2251005552), p. IV 1, VII 1, IX 5, IX 6

#### Textes chez Oribase
- « Collection médicale », dans Œuvres d'Oribase  (trad. Ch. V. Daremberg et U. C. Bussemaker), t. 1, Imprimerie nationale, 1851 (lire en ligne)
  - [Livre I,2] « Du froment - Tiré du 1er livre d'Athénée », p. 10-14
  - [Livre I,9] « Du pain - Tiré du XXXe livre d'Athénée », p. 24-25
  - [Livre I,11] « De l'orge - Tiré du XXXe livre d'Athénée », p. 26
  - [Livre V, 5] « Purification de l'eau - Tiré d'Athénée », p. 337-338
- « Collection médicale », dans Œuvres d'Oribase  (trad. Ch. V. Daremberg et U. C. Bussemaker), t. 2, Imprimerie nationale, 1854 (lire en ligne)
  - [Livre IX,5] « De l'air - Tiré d'Athénée, du XXIXe livre », p. 291-292
  - [Livre IX, 12] « Des localités - Tiré d'Athénée, du XXXe livre, Sur les moyens de traitement », p. 302-307
- « Collection médicale », dans Œuvres d'Oribase  (trad. Ch. V. Daremberg et U. C. Bussemaker), t. 3, Imprimerie nationale, 1858 (lire en ligne)
  - [Livre XXII, 4] « Quand commence et quand finit la sécrétion du sperme - Tiré d'Athénée », p. 62-63
  - [Livre XXII, 9] « De la configuration (du fœtus) - Tiré d'Athénée », p. 78-79
  - [Livres incertains, 1] « De l'habitude - Tiré d'Athénée », p. 80-81
  - [Livres incertains, 5] « Régime pour les femmes - Tiré d'Athénée », p. 97-98
  - [Livres incertains, 7] « Préparation pour avoir des enfants - Tiré d'Athénée », p. 107-109
  - [Livres incertains, 21] « Du régime salubre - Tiré d'Athénée », p. 161-168
  - [Livres incertains, 23] « Régime approprié aux saisons - Tiré d'Athénée », p. 182-188

#### Autres sources antiques
Caelius Aurelianus, De morbis acutis et chronicis, 1709 (lire en ligne), p. 74